# Werner Vollrath
Werner Vollrath (* 1895 in Gotha; † 1973 in Berlin) war ein deutscher Architekt, Baubeamter und Denkmalpfleger.

## Leben und Werk
Vollrath studierte bis 1923 an der Technischen Hochschule Darmstadt, wo er mit einer Dissertation über die Schlossanlagen in Weimar zum Dr.-Ing. promoviert wurde. Er schlug die Beamtenlaufbahn in der öffentlichen Bauverwaltung ein und war später in Weimar – bei Veröffentlichung seiner Dissertation 1928 im Rang eines Regierungsgbaurats – und um 1943 in Hildburghausen tätig.
Er war einer der Mitbegründer der Thüringer Heimatschutzbewegung. Nach seiner Vorstellung sollte insbesondere Weimar im Glanz von Goethe, Schiller, Cranach und Nietzsche im Thüringer Heimatschutzstil „hochkulturellen“ Themen zugewandt und zeitgemäß sein. So wollte er als stellvertretender Vorsitzender des Thüringer Heimatschutzes die Baupolitik durch eine regionale „Baufibel“ präzisieren. Der Gestaltungsfreiraum wurde damit für den innovationsbereiten aktiven Naturschutz sehr begrenzt.
Nach dem Zweiten Weltkrieg war Vollrath Mitglied im Bund der Architekten der DDR (BdA). In den Tabellenbüchern für die Ausbildung in bautechnischen Handwerksberufen stammen einige Abschnitte von ihm. Er befasste sich auch als Sachverständiger in der Denkmalpflege mit Fragen der Sanierung und Rekonstruktion.

## Schriften (Auswahl)
- Die Schloßanlagen bei Weimar. Ein Stück der Entwicklungsgeschichte des Herrschaftssitzes in den letzten 300 Jahren. (= Bau und Kunstdenkmäler Thüringens, Ergänzungsheft.) Gustav Fischer, Jena 1928. (als Nachdruck: Naumburger Verlagsanstalt, Aschersleben 2010, ISBN 978-3-86156-205-4.)
- Tabellen für das Bauwesen. Bedachung. Verlag Volk und Wissen, Berlin 1955.
- Tabellen für das Bauwesen. Anstricharbeiten. Verlag Volk und Wissen, Berlin 1957.
- Bautechnischer Ratgeber. Bauschäden und ihre Beseitigung. Ein technisches Handbuch für Hausverwalter, Pflegevertragsinhaber und Hauseigentümer. Verlag Technik, Berlin 1958.